# Arthur Kenney
Arthur Kenney, detto Art (New York, 5 marzo 1946), è un ex cestista statunitense.

## Carriera
Kenney giocò nella Power Memorial High School, nelle cui file militava anche Lew Alcindor (che cambierà poi nome in Kareem Abdul-Jabbar). La squadra venne poi eletta tra le più forti di ogni epoca a livello di high school. Allenatore della squadra era Jack Donohue mentre il vice era Richard Percudani, che anni dopo sarebbe giunto in Italia per allenare l'All'Onestà Milano. Frequentò il college alla Fairfield University, allenato da George Bisacca, in seguito coach della Virtus Bologna.

Kenney (a sinistra) e coach Cesare Rubini all'Olimpia Milano nella stagione 1972-73, prima di un derby lombardo contro la.

Trascurato dalla NBA, che lo vide selezionato solo al diciottesimo giro dai Baltimore Bullets al Draft del 1968, trovò un ingaggio nella massima serie francese con il Le Mans. Dopo due stagioni passò all'Olimpia Milano guidata da Cesare Rubini, in cerca di un centro in grado di contrastare efficacemente Dino Meneghin, che con l'Ignis Varese aveva vinto gli ultimi due campionati italiani. Rimase in Italia tre stagioni, riuscendo a vincere la Coppa delle Coppe nel 1971 e nel 1972, oltre allo scudetto 1972 e alla Coppa Italia nello stesso anno.
In breve seppe distinguersi riuscendo a conquistare la tifoseria milanese grazie al suo impegno e alle sue doti agonistiche. Uno degli episodi che lo caratterizzarono maggiormente è quello legato alla rissa con Zoran Slavnić: durante un incontro di Coppa delle Coppe il giocatore jugoslavo tentò di colpire il coach Rubini con un calcio all'inguine; Kenney cercò di vendicare il proprio allenatore inseguendo Slavnić fino alle tribune, venendo anche colpito da manganellate e dalla reazione dei tifosi rivali. Nei suoi tre anni a Milano disputò 71 partite di campionato realizzando 1014 punti. Pur dedicandosi prevalentemente ai rimbalzi e alla difesa, nel 1972-73 si segnalò per la miglior percentuale al tiro (61%, 144/236) di tutto il campionato. Al termine della stagione 1971-72 ricevette il "Premio General Motors" come miglior straniero della Serie A.
Terminata l'esperienza milanese tornò al Le Mans, rimanendovi fino al 1975. Fece poi ritorno in Italia disputando una stagione in Serie A2 alla Partenope Napoli Basket. Tornò poi negli Stati Uniti e intraprese la carriera manageriale.
Nel 2013 l'Olimpia Milano ha deciso di ritirare ufficialmente la sua maglietta con il numero 18, indossata per l'ultima volta da Nicolò Melli nella stagione 2012-2013.

## Palmarès
- Campionato italiano: 1

Olimpia Milano: 1971-72
- Coppa delle Coppe: 2

Olimpia Milano: 1970-71, 1971-72
- Coppa Italia: 1

Olimpia Milano: 1972